# Paris au XXe siècle
Paris au XXe siècle est un roman d'anticipation écrit par Jules Verne en 1860, mais paru seulement en 1994, à titre posthume.

## Contexte historique
Jules Verne écrit ce roman en 1860 et non en 1863 comme envisagé préalablement par la critique. Après l'avoir remanié, il le propose à Hetzel après la publication de Cinq semaines en ballon en 1863 et avant le début de la parution des Aventures du capitaine Hatteras dans le Magasin d’éducation et de recréation. L'éditeur Hetzel refuse ce roman d'anticipation très noir au motif qu'il nuirait à la réputation de l'auteur. Il ajoute : « On ne croira pas aujourd'hui à vos prophéties. » Jules Verne, alors jeune auteur, suit son conseil et abandonne le projet. Paris au XXe siècle n'a finalement été édité par Piero Gondolo Della Riva que plus d'un siècle après avoir été écrit, en 1994, par Hachette et Le Cherche midi associés.

## Incipit
« Le 13 août 1960, une partie de la population parisienne se portait aux nombreuses gares du chemin de fer métropolitain, et se dirigeait par les embranchements vers l'ancien emplacement du Champ de Mars. »

## Thème du roman
Le roman montre un jeune homme, Michel, lauréat d'un prix de poésie latine, dans le monde de 1960 où la science a triomphé, alors que la littérature, la musique et la peinture sont méprisées. On découvre dans cette œuvre de jeunesse un Jules Verne très pessimiste. Ce pessimisme, qu'il gardera caché toute sa vie, ne surgira de nouveau qu'au cours de ses derniers romans.
Dans Paris au XXe siècle, Jules Verne crée un monde qui nous paraît tellement futuriste qu'on a peine à croire que ce roman ait pu être écrit dans les années 1860 : des trains de métro propulsés à l'air comprimé, des voitures à hydrogène, des machines étonnantes ressemblant aux photocopieuses et aux ordinateurs. Jules Verne y anticipe l'augmentation du trafic motorisé, la formation des banlieues, l'abandon du grec et du latin dans les écoles, l'évolution de la musique qui n'est plus chantée, mais hurlée, et l'influence de l'anglais sur le français.
Il imagine que les hommes-machines travailleront dans des bureaux kafkaïens et que la seule idéologie de l'homme moderne sera le Profit.
Mais les descriptions techniques d’un monde futuriste ne sont pas le cœur de l’ouvrage. À travers le regard ironique de son héros, Jules Verne brosse surtout le portrait d’une société utilitariste, dans laquelle les arts et les artistes sont méprisés car inutiles, les auteurs d’antan oubliés, et où règnent en maîtres les sciences et la technique au service du confort matériel. On ne peut s’empêcher d’y voir l’expression d’une critique de l’époque à laquelle vit Jules Verne, et d’un certain malaise de l’auteur face à son évolution, exprimé à travers les yeux de son alter ego Michel, héros qui peine à trouver sa place dans ce monde moderne.

## Résumé
Le personnage principal du roman est Michel Dufrénoy, âgé de 16 ans. Il est diplômé en littérature et en études classiques, mais doit constater qu’on les a oubliées dans ce monde du futur où ne comptent plus que les affaires et la technologie. Michel, dont le père était musicien, est un poète né trop tard.
Il a vécu avec son oncle, Stanislas Boutardin, quelqu’un de très respectable, et la famille de ce dernier. Le jour qui suit la remise de son diplôme, Boutardin fait savoir à Michel qu’il doit commencer à travailler dans une société bancaire, mais il doute que son neveu soit capable de quoi que ce soit dans le monde des affaires.
Le reste de cette journée, Michel part à la recherche de livres écrits par des auteurs classiques du XIXe siècle, comme Hugo et Balzac, mais les librairies ne proposent rien d’autre que des livres de technologie. Son dernier recours reste la Bibliothèque impériale. Or il s’avère que le bibliothécaire est son oncle, M. Huguenin, dont on lui avait longtemps caché l’existence. Cet oncle, qui travaille toujours dans les arts, est considéré comme une « honte » par le reste de la famille ; il a donc été frappé d’ostracisme et n’a pu assister aux anniversaires de Michel, aux remises de diplômes comme aux autres événements familiaux. Il a dû se contenter de suivre la vie de son neveu à distance et c’est la première fois qu’ils se rencontrent effectivement.
Dans son nouveau poste à la banque Casmodage et Cie, Michel échoue dans tout ce qu’il fait jusqu’à ce qu’il soit affecté au Grand Livre, où il dicte les comptes au comptable, M. Quinsonnas. Celui-ci, qui est âgé de 30 ans et a le même état d’esprit que lui, transcrit la comptabilité sur le Grand Livre. Il confie à Michel que c’est un travail qui lui permet d'avoir de quoi manger, payer le loyer de son appartement et subvenir à ses besoins, pendant qu’il continue à travailler à un projet musical mystérieux qui doit lui apporter gloire et fortune. La peur de Michel de ne pas s’intégrer se dissipe ; il peut continuer à lire et à écrire après le travail.
Tous deux rendent visite à l’oncle Huguenin chez qui les rejoignent un ancien professeur de Michel, M.Richelot, et sa petite-fille, Lucy. Quinsonnas et Michel rêvent tous les deux de devenir soldats, mais cela leur est impossible, puisque la guerre est devenue quelque chose de si scientifique qu’on n’a plus besoin de soldats. Seuls des chimistes et des mécaniciens seraient nécessaires pour travailler sur « les machines de guerre » , mais elles sont devenues si efficaces que la guerre est maintenant inconcevable.
Très vite, Michel et Lucy tombent amoureux. Michel discute des femmes avec Quinsonnas, qui explique avec tristesse que les vraies femmes n’existent plus : le travail d’usine abrutissant et répétitif et le souci de l’argent et de la science ont rendu la plupart des femmes cyniques, laides et obsédées par leur carrière. Dans un moment de fureur, Quinsonnas renverse de l’encre sur le Grand Livre. Michel et lui sont mis à la porte sur-le-champ ; Quinsonnas part pour l’Allemagne.
Dans la mesure où, dans une société sans guerre et sans progrès musical ni artistique, il n’y a pas d'informations, Michel n’a même pas la ressource de devenir journaliste. Il finit par vivre dans l’appartement vide de Quinsonnas tout en écrivant des poèmes superbes, mais sa pauvreté est telle qu’il doit manger de la nourriture synthétique tirée du charbon. Il écrit finalement un recueil de poésie intitulé Espoirs, qui est rejeté par tous les éditeurs parisiens.
Alors que l’année 1961 touche à sa fin, l’Europe entre dans un hiver d’une rigueur sans précédent. Toute l’agriculture est touchée et les ressources alimentaires sont détruites, ce qui entraîne une famine générale. La température tombe de trente degrés, et tous les cours d’eau d’Europe sont pris par le gel. Désespéré, Michel dépense le peu d’argent qu’il lui reste pour acheter des violettes à Lucy, mais découvre qu’elle a disparu de son appartement, expulsée lorsque son grand-père a perdu son emploi comme dernier professeur de rhétorique de l’université. Il est incapable de la retrouver parmi les milliers de gens affamés que compte Paris. Il passe toute la soirée à errer dans Paris comme un fou. Michel est convaincu qu’il est traqué par le Démon de l’électricité, mais, où qu’il aille, il est incapable de lui échapper.
Au point culminant du récit, Michel, le cœur brisé, privé de ses amis et de ceux qu’il aime, erre au milieu des merveilles électriques, mécanisées et glacées de Paris. Le récit subjectif devient de plus en plus surréaliste, alors que, dans un dernier paroxysme de désespoir, l’artiste qui souffre rôde inconsciemment autour d’un vieux cimetière et finalement, dans un état comateux, s’effondre dans la neige.

## Personnages
- Michel Jérôme Dufrénoy, né à Vannes (Morbihan) en 1944, âgé de seize ans, orphelin.
- Stanislas Boutardin, tuteur et oncle de Michel.
- Athénaïs, épouse de Stanislas.
- Athanase, fils de Stanislas et d'Athénaïs.
- Huguenin, oncle de Michel.
- Quinsonnas.
- Jacques Aubanet.
- Richelot, ancien professeur de Michel.
- Lucy, fille de Richelot, âgée de quinze ans.

## Prophéties

### Critique de la décadence des mœurs et de l'art moderne

#### Comédie
Jules Verne se permet une plaisanterie osée : au chapitre XIV, il parle d'une pièce intitulée « Boutonne-donc ton pantalon ». C'est l'un des passages que l'éditeur Pierre-Jules Hetzel critique le plus vertement. Jules Verne ne se permettra plus ce genre de plaisanterie. On note que celle-ci n'est pas sans évoquer le titre que Georges Feydeau donnera à l'une de ses comédies un demi-siècle plus tard, en 1911 : « Mais n'te promène donc pas toute nue ! ».

#### Arts plastiques
« On raconte même qu'un certain Courbet, à une des dernières expositions, s'exposa, face au mur, dans l'accomplissement de l'un des actes les plus hygiéniques, mais les moins élégants de la vie ! C'était à faire fuir les oiseaux de Zeuxis. »

— Chapitre XIII
Le peintre Courbet subissait déjà depuis une dizaine d'années l’incompréhension voire l’hostilité du public et de ses pairs. Ses oeuvres, notamment Les Casseurs de pierre (œuvre détruite) réalisé en 1849, L’Enterrement à Ornans (Musée d’Orsay, Paris) exposé en 1850-1851, réalisées dans un grand format habituellement réservé aux sujets religieux, mythologiques ou historiques, mais représentant le quotidien du peuple, rompaient radicalement avec les codes artistiques en vigueur, auxquels le jeune Jules Verne semble manifestement attaché.
Pour autant, cette anticipation a trouvé sa pleine réalisation avec l'essor d'un art conceptuel fondé sur le recours à des mediums atypiques, et notamment des fluides corporels plus ou moins ragoutants dont l'un des exemples les plus provocateurs est l’œuvre Piss Christ d’Andres Serrano(1987), une photographie représentant un crucifix immergé dans un verre de l’urine de l’artiste.
Le surréaliste Marcel Duchamp a lancé le mouvement dès 1917 avec son ready-made le plus scandaleux, Fontaine , un urinoir renversé sur lequel il aurait apposé la signature « R. Mutt » (alors refusé par les organisateurs de l'exposition de la Société des artistes indépendants de New York).

#### Musique moderne (Wagner et Verdi)
« [...] de son temps, on supprimait déjà la mélodie, il jugea convenable de mettre également l'harmonie à la porte.

On ne s'introduit pas impunément pendant un siècle, du Verdi ou du Wagner dans les oreilles sans que l'organe auditif ne s'en ressente. »

— Chapitre VIII, à propos de Richard Wagner.
Ce jugement prend tout son sens dans le cadre de la polémique qui oppose les wagnéristes aux anti-wagnéristes au moment où, précisément, le compositeur allemand s'efforce de conquérir la capitale française, "coeur de la civilisation moderne", comme il l'écrira  à son ami Louis II de Bavière en 1867. Mais, malgré le soutien de nombreux artistes et de l'Empereur Napoléon III, l’Opéra de Paris reste fermé à Wagner qui doit se contenter d’abord de trois concerts au Théâtre Italien, où il dirige en 1860 plusieurs extraits de ses œuvres, dont Le Vaisseau fantôme, Tannhäuser, Lohengrin et Tristan et Isolde puis en 1861 d'une programmation à l'Opéra de son Tannhäuser réduite à trois représentations. Les critiques restent alors majoritairement hostiles aux œuvres du compositeur allemand.
Dans un autre de ses romans, L'Île à hélice, paru en 1895, Jules Verne se montre encore très méprisant envers la musique de Wagner. Cette fois, à la polémique artistique s'est ajoutée la polémique nationaliste : les réticences parisiennes se sont aggravées après la défaite militaire écrasante de la France contre la Prusse en 1870. Le sentiment nationaliste s'est intensifié dans les sphères politique et culturelle. Circonstance aggravante, Richard Wagner, a écrit, l'année même, une « comédie à la manière antique » intitulée Une Capitulation, moquerie ouverte de la défaite française. Ce geste, dans un contexte socio-politique français très tendu et de la part d’un compositeur à la réputation déjà houleuse à Paris, n'a fait qu’envenimer durablement le cas du compositeur allemand et le ressenti de sa musique dans les milieux cultivés de la capitale française, dont Jules Verne se fait le porte-parole.
Sur le plan de l'anticipation, la "mise à la porte de l'harmonie" est bien effective dans une partie de la musique expérimentale dont les compositeurs ont souvent repoussé les limites de la musique traditionnelle et ont exploré des concepts tels que l’interaction avec le public, le son en tant que matériau brut et la spontanéité créative. Au fil du temps, la musique expérimentale s’est diversifiée pour inclure des genres comme l’improvisation libre, le bruitisme et la musique concrète. Elle caractérise un ensemble d’oeuvres musicales et artistiques apparu au début du XXe siècle avec des compositeurs tels que John Cage, Karlheinz Stockhausen et Pierre Schaeffer.

### Condition féminine
Le chapitre XII est consacré aux femmes : pour Jules Verne, dans le futur, les femmes deviendront « masculines » avec cette seule différence par rapport aux hommes qu'elles peuvent enfanter.

« [...] les mères se montrant contrariées de voir leurs filles trop promptement enceintes, et les jeunes maris désespérés d'avoir commis une telle maladresse. Aussi, de nos jours, le nombre des enfants légitimes a-t-il singulièrement diminué au profit des enfants naturels. »

On notera une certaine justesse de l'anticipation sociologique. Ainsi, en 2022, 65,2 % des enfants nés vivants sur le territoire français sont nés hors mariage, ce qui est la suite logique d'une évolution commencée au XVIIIe siècle : la part de naissances illégitimes est passe de 1,3 % en 1750 à plus de 4 % au début du XIXe siècle ; mais c'est à partir de 1980 que le chiffre dépasse 10 % des naissances et connaît un essor massif.
Remarquons par contre le fait qu'il n'évoque pas la notion de réduction des naissances ni de contraception, hypothèses inenvisageables et indécentes dans la France majoritairement catholique pratiquante de 1860. Ce n'est, d'ailleurs, qu'après la défaite de 1870 que le problème démographique agitera les esprits et que sera mise en place par la IIIe République une politique et une propagande natalistes intensives liées à la constatation de l'écart démographique considérable entre la population et la natalité de l'Allemagne nouvellement unifiée et celles de la France, très inférieures, un écart ressenti comme l'explication majeure du revers français.
La prescience de Jules Verne, pour remarquable qu'elle soit, connaît tout de même certaines limites.

## Citations du texte
« Me voilà entraîné en pleine mer ; où il faudrait les aptitudes d'un poisson, j'apporte les instincts d'un oiseau ; j'aime à vivre dans l'espace, dans les régions idéales où l'on ne va plus, au pays des rêves, d'où l'on ne revient guère ! » (p. 50)
« L'important, en effet, n'est pas de se nourrir, mais bien de gagner de quoi se nourrir. »
« Il était [...] horriblement commun » (p. 64)
« Pour mieux vous rappeler mes paroles, ayez soin de ne jamais les oublier. » (p. 69)
« Tout le monde s'enrichit, excepté l'esprit humain. » (p. 178)
« Prophétiser [...] en partant de ce principe que, si la prophétie ne se réalise pas, on oubliera le prophète, et que, si elle se réalise, il se targuera bien haut de sa perspicacité. » (p. 205)
- Références des pages données selon l'édition France Loisirs - mai 1995